# كاري أرناسون (لاعب كرة قدم)
كاري أرناسون هو لاعب كرة قدم آيسلندي في مركز الوسط، ولد في 25 فبراير 1944. لعب مع ناتسبيرنوفلاغ أكوريرار.

## وصلات خارجية
- كاري أرناسون (لاعب كرة قدم) على موقع قاعدة بيانات كرة القدم.إي يو (الإنجليزية)